# Harm Thormählen
Harm Thormählen (* 1946) ist ein deutscher Pferdezüchter. Viele Olympiapferde und Championatssieger stammen aus seiner Zucht.

## Hof Thormählen
1973 übernahm Harm Thormählen den in Kollmar beheimateten Hof von seinem Vater Rheder Thormählen, der bereits in den 1950er Jahren Holsteinerpferde züchtete. Harm Thormählen spezialisierte sich auf die Hauptstämme 104 A, 3615 und 173. Der Hof ist Geburtsstätte berühmter Pferde wie Capitol I, Retina, Quite Capitol, und Cera I (Otto Becker).
2006 begleitete arte das Leben auf dem Hof von Harm Thormählen und strahlte die 15-teilige Doku unter dem Namen Das Gestüt aus.
2022 übergab Harm Thormählen den Betrieb an seinen Neffen Philipp Baumgart.

## Pferde

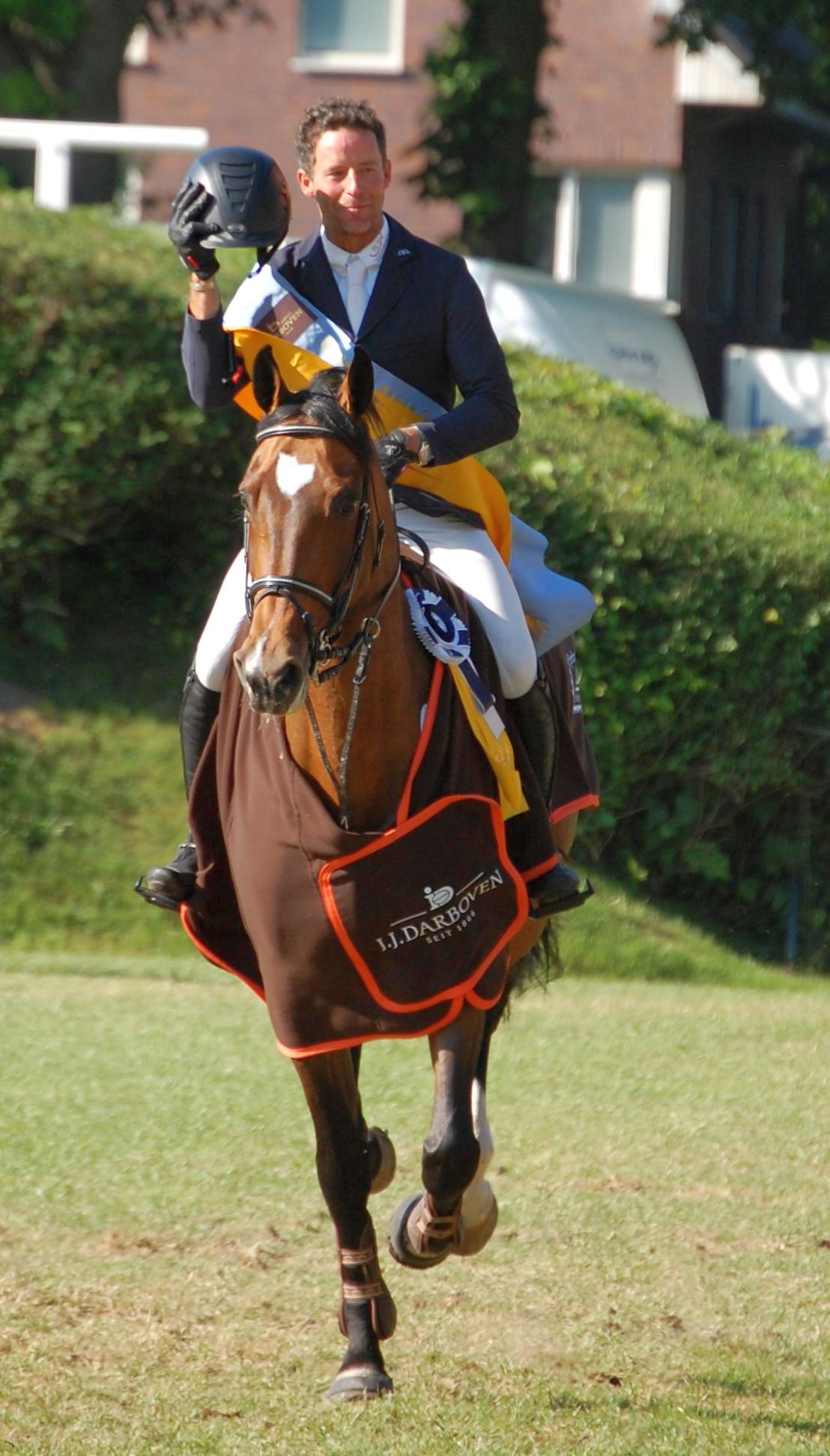
Pato Muente mit Zera bei ihrem Sieg beim Hamburger Derby (2017)

- Capitol I (* 1975), v. Capitano – Maximus – Ramzes, Züchter: Harm Thormählen
- Cadillac 12 (* 1984), brauner Hengst, Vater: Caletto II, Züchter: Harm Thormählen, wurde 2003 mit dem Titel „Elitehengst“ ausgezeichnet.
- Come On (* 1985), gekörter Schimmelhengst, Vater: Cantus, erfolgreich unter Ludger Beerbaum, Ralf Schneider, Prinzessin Haya
- Fein Cera (* 1991), braune Stute, Vater: Landadel, Züchter: Harm Thormählen[7], Goldmedaille Olympische Sommerspiele 2004 mit der Equipe unter Peter Wylde.
- Cero (* 2001), gekörter Schimmelhengst, Vater Calido I, Züchter: Harm Thormählen[8], Vater von Zeremonie, geritten von Laura Kraut.
- Zera 23 (* 2007), braune Holsteiner Stute, Vater: Cero, Muttervater: Calato, Züchter: Harm Thormählen, erfolgreich unter Patricio Muente, ab Sommer 2017 von Victoria Vargas geritten[9]